# Cyprzanów
Cyprzanów is een plaats in het Poolse district  Raciborski, woiwodschap Silezië. De plaats maakt deel uit van de gemeente Pietrowice Wielkie en telt 550 inwoners.